# Girdəni
Girdəni è un comune dell'Azerbaigian situato nel distretto di Lənkəran.